# ذا بروغريسف
ذا بروغريسف (بالإنجليزية: The Progressive)‏، مجلة أمريكية يسارية التوجه تعنى بشؤون السياسة والثقافة. وهي في الإطار العام تدعو إلى السلام، وقد عارضت بقوة التدخلات العسكرية، مثل التدخل الأمريكي في العراق عام 2003. تخصص المجلة حصة واصة من تغطياتها لشؤون حقوق الإنسان والحريات العام والشؤون البيئية. عارضت المجلة انتشار واستخدام الأسلحة النووية منذ عام 1945.
تأسست المجلة في 9 كانون الثاني (يناير) 1909 تحت اسم لا فوليتيز ويكلي وتغير اسمها عام 1929 إلى ذا بروغريسيف، وكانت تسعى آنذاك لإبقاء أمريكا خارج الحرب العالمية الأولى. ودعت إلى العمل ضد البطالة خلال الكساد الكبير، وكان لها دور رائد في حركة الحقوق المدنية الأمريكية، فنشرت كتابات مارتن لوثر كينغ وجيمس بالدوين.

## روابط خارجية
- ذا بروغريسف على موقع الموسوعة البريطانية (الإنجليزية)
- ذا بروغريسف على موقع روتن توميتوز (الإنجليزية)